# كي نوت (تطبيق)
كي نوت هو تطبيق عروض تقديمية مقدم كجزء من الآي وورك.